# Mistrovství čtyř kontinentů v rychlobruslení 2022
Mistrovství čtyř kontinentů v rychlobruslení 2022 se konalo ve dnech 15.–17. prosince 2021 v rychlobruslařské hale Olympic Oval v kanadském Calgary. Jednalo se o druhý ročník společného šampionátu neevropských závodníků. Závodilo se na jednotlivých tratích.
| Program                                                                             | Program                                                         | Program                                                       |
| 15. prosince                                                                        | 16. prosince                                                    | 17. prosince                                                  |
| ----------------------------------------------------------------------------------- | --------------------------------------------------------------- | ------------------------------------------------------------- |
| 500 m ženy 500 m muži 3000 m ženy 5000 m muži týmový sprint ženy týmový sprint muži | 1500 m ženy 1500 m muži hromadný start ženy hromadný start muži | 1000 m ženy 1000 m muži stíhací závod ženy stíhací závod muži |

## Muži

### 500 metrů
Závodu se zúčastnilo 14 závodníků.
| Pořadí           | Jméno             | Země        | Čas       |
| ---------------- | ----------------- | ----------- | --------- |
| Zlatá medaile    | Austin Kleba      | USA         | 34,82     |
| Stříbrná medaile | Čcha Min-kju      | Jižní Korea | 34,83     |
| Bronzová medaile | Jevgenij Koškin   | Kazachstán  | 34,90     |
| 4.               | Christopher Fiola | Kanada      | 34,92     |
| 5.               | Roman Kreč        | Kazachstán  | 35,13     |
| 6.               | Čong Son-kjo      | Jižní Korea | 35,18     |
| 7.               | Zach Stoppelmoor  | USA         | 35,22     |
| 8.               | Cédrick Brunet    | Kanada      | 35,27     |
| 9.               | Cooper Emin       | Kanada      | 35,28 (1) |
| 10.              | Tchaj Wej-lin     | Tchaj-wan   | 35,28 (3) |

### 1000 metrů
Závodu se zúčastnilo 10 závodníků.
| Pořadí           | Jméno            | Země        | Čas     |
| ---------------- | ---------------- | ----------- | ------- |
| Zlatá medaile    | Denis Kuzin      | Kazachstán  | 1:08,63 |
| Stříbrná medaile | Austin Kleba     | USA         | 1:08,75 |
| Bronzová medaile | Tchaj Wej-lin    | Tchaj-wan   | 1:09,19 |
| 4.               | Zach Stoppelmoor | USA         | 1:09,39 |
| 5.               | Alexandr Klenko  | Kazachstán  | 1:09,68 |
| 6.               | Anders Johnson   | Kanada      | 1:10,08 |
| 7.               | Jess Neufeld     | Kanada      | 1:10,13 |
| 8.               | Frank Roth       | Kanada      | 1:10,16 |
| 9.               | Tanner Worley    | USA         | 1:10,66 |
| 10.              | I Pong-hun       | Jižní Korea | 1:11,22 |

### 1500 metrů
Závodu se zúčastnilo 12 závodníků.
| Pořadí           | Jméno           | Země        | Čas     |
| ---------------- | --------------- | ----------- | ------- |
| Zlatá medaile    | Dmitrij Morozov | Kazachstán  | 1:45,32 |
| Stříbrná medaile | Ted-Jan Bloemen | Kanada      | 1:45,65 |
| Bronzová medaile | Kim Min-sok     | Jižní Korea | 1:46,47 |
| 4.               | Tchaj Wej-lin   | Tchaj-wan   | 1:46,96 |
| 5.               | Jess Neufeld    | Kanada      | 1:47,41 |
| 6.               | Kaleb Muller    | Kanada      | 1:47,80 |
| 7.               | Demjan Gavrilov | Kazachstán  | 1:48,18 |
| 8.               | William Gebauer | USA         | 1:48,31 |
| 9.               | Caleb Wakefield | USA         | 1:48,82 |
| 10.              | Čong Jang-hun   | Jižní Korea | 1:50,12 |

### 5000 metrů
Závodu se zúčastnilo 10 závodníků.
| Pořadí           | Jméno             | Země        | Čas     |
| ---------------- | ----------------- | ----------- | ------- |
| Zlatá medaile    | Ted-Jan Bloemen   | Kanada      | 6:12,38 |
| Stříbrná medaile | Kaleb Muller      | Kanada      | 6:23,03 |
| Bronzová medaile | Bakdaulet Sagatov | Kazachstán  | 6:31,77 |
| 4.               | Vitalij Ščigolev  | Kazachstán  | 6:35,67 |
| 5.               | German Tirado     | Kolumbie    | 6:38,34 |
| 6.               | Kelin Dunfee      | USA         | 6:39,88 |
| 7.               | Čong Jang-hun     | Jižní Korea | 6:45,15 |
| 8.               | Daniel Zapata     | Kolumbie    | 6:50,87 |
| 9.               | Caleb Wakefield   | USA         | 6:52,98 |
| 10.              | Darius Eshete     | Austrálie   | 7:09,51 |

### Závod s hromadným startem
Závodu se zúčastnilo 11 závodníků.
| Pořadí           | Jméno             | Země        | Body | Čas     |
| ---------------- | ----------------- | ----------- | ---- | ------- |
| Zlatá medaile    | Om Čchon-ho       | Jižní Korea | 60   | 8:17,01 |
| Stříbrná medaile | Hayden Mayeur     | Kanada      | 43   | 8:17,97 |
| Bronzová medaile | Zach Stoppelmoor  | USA         | 20   | 8:18,14 |
| 4.               | Čong Jang-hun     | Jižní Korea | 10   | 8:18,42 |
| 5.               | Vitalij Ščigolev  | Kazachstán  | 8    | 8:18,48 |
| 6.               | Daniel Zapata     | Kolumbie    | 6    | 8:29,93 |
| 7.               | Bakdaulet Sagatov | Kazachstán  | 5    | 8:29,18 |
| 8.               | Jess Neufeld      | Kanada      | 3    | 8:18,60 |
| 9.               | Darius Eshete     | Austrálie   | 2    | 8:43,99 |
| 10.              | Kelin Dunfee      | USA         | 0    | 8:19,15 |

### Týmový sprint
Závodu se zúčastnily 4 týmy.
| Pořadí           | Tým                                                      | Čas     |
| ---------------- | -------------------------------------------------------- | ------- |
| Zlatá medaile    | USA Brett Perry, Zach Stoppelmoor, Austin Kleba          | 1:20,59 |
| Stříbrná medaile | Jižní Korea Čcha Min-kju, Čong Son-kjo, Pak Song-hjon    | 1:22,12 |
| —                | Kanada Cédrick Brunet, Frank Roth, Christopher Fiola     | DSQ     |
| —                | Kazachstán Jevgenij Koškin, Alexandr Klenko, Denis Kuzin | DSQ     |

### Stíhací závod družstev
Závodu se zúčastnilo 5 týmů.
| Pořadí           | Tým                                                             | Čas     |
| ---------------- | --------------------------------------------------------------- | ------- |
| Zlatá medaile    | Kanada Ted-Jan Bloemen, Hayden Mayeur, Kaleb Muller             | 3:37,21 |
| Stříbrná medaile | Kazachstán Vitalij Ščigolev, Demjan Gavrilov, Bakdaulet Sagatov | 3:51,59 |
| Bronzová medaile | Jižní Korea Čong Jang-hun, Pak Song-hjon, Om Čchon-ho           | 3:54,37 |
| 4.               | USA Kelin Dunfee, Zach Stoppelmoor, Caleb Wakefield             | 3:56,23 |
| 5.               | Kolumbie Diego Amaya, German Tirado, Daniel Zapata              | 3:59,12 |

## Ženy

### 500 metrů
Závodu se zúčastnilo 12 závodnic.
| Pořadí           | Jméno                       | Země        | Čas   |
| ---------------- | --------------------------- | ----------- | ----- |
| Zlatá medaile    | Jekatěrina Ajdovová         | Kazachstán  | 37,89 |
| Stříbrná medaile | Chuang Jü-tching            | Tchaj-wan   | 38,06 |
| Bronzová medaile | Maria Victoria Rodriguezová | Argentina   | 38,53 |
| 4.               | Pak Čche-un                 | Jižní Korea | 38,61 |
| 5.               | Sarah Warrenová             | USA         | 38,69 |
| 6.               | Carolina Hillerová          | Kanada      | 38,89 |
| 7.               | Kim Min-či                  | Jižní Korea | 39,06 |
| 8.               | McKenzie Browneová          | USA         | 39,74 |
| 9.               | Chrysta Randsová            | USA         | 39,80 |
| 10.              | Sin Sung-hun                | Jižní Korea | 40,02 |

### 1000 metrů
Závodu se zúčastnilo 12 závodnic.
| Pořadí           | Jméno                       | Země        | Čas     |
| ---------------- | --------------------------- | ----------- | ------- |
| Zlatá medaile    | Chuang Jü-tching            | Tchaj-wan   | 1:14,45 |
| Stříbrná medaile | Jekatěrina Ajdovová         | Kazachstán  | 1:15,49 |
| Bronzová medaile | Kali Christová              | Kanada      | 1:16,50 |
| 4.               | Sarah Warrenová             | USA         | 1:17,50 |
| 5.               | Maria Victoria Rodriguezová | Argentina   | 1:18,25 |
| 6.               | Pak Čche-un                 | Jižní Korea | 1:19,03 |
| 7.               | Chrysta Randsová            | USA         | 1:19,35 |
| 8.               | I Na-hjon                   | Jižní Korea | 1:19,45 |
| 9.               | Pak Čche-won                | Jižní Korea | 1:19,66 |
| 10.              | Giorgia Birkelandová        | USA         | 1:20,31 |

### 1500 metrů
Závodu se zúčastnilo 8 závodnic.
| Pořadí           | Jméno                | Země        | Čas     |
| ---------------- | -------------------- | ----------- | ------- |
| Zlatá medaile    | Kali Christová       | Kanada      | 1:57,67 |
| Stříbrná medaile | Sarah Warrenová      | USA         | 2:00,41 |
| Bronzová medaile | Jamie Juraková       | USA         | 2:01,89 |
| 4.               | Pak Čche-won         | Jižní Korea | 2:02,27 |
| 5.               | Giorgia Birkelandová | USA         | 2:04,23 |
| 6.               | Laura Hallová        | Kanada      | 2:05,36 |
| 7.               | Kim Min-so           | Jižní Korea | 2:05,58 |
| —                | Naděžda Morozovová   | Kazachstán  | DSQ     |

### 3000 metrů
Závodu se zúčastnilo 6 závodnic.
| Pořadí           | Jméno                            | Země        | Čas     |
| ---------------- | -------------------------------- | ----------- | ------- |
| Zlatá medaile    | Jamie Juraková                   | USA         | 4:15,46 |
| Stříbrná medaile | Laura Hallová                    | Kanada      | 4:20,68 |
| Bronzová medaile | Pak Čche-won                     | Jižní Korea | 4:20,73 |
| 4.               | Laura Isabel Gomezová Quinterová | Kolumbie    | 4:21,58 |
| 5.               | Kim Min-so                       | Jižní Korea | 4:27,07 |
| 6.               | Giorgia Birkelandová             | USA         | 4:27,16 |

### Závod s hromadným startem
Závodu se zúčastnilo 6 závodnic.
| Pořadí           | Jméno                            | Země        | Body | Čas      |
| ---------------- | -------------------------------- | ----------- | ---- | -------- |
| Zlatá medaile    | Pak Čche-won                     | Jižní Korea | 60   | 10:15,40 |
| Stříbrná medaile | Jamie Juraková                   | USA         | 45   | 10:15,41 |
| Bronzová medaile | Dessie Weigelová                 | USA         | 23   | 10:15,45 |
| 4.               | Kim Min-so                       | Jižní Korea | 16   | 10:16,43 |
| 5.               | Laura Isabel Gomezová Quinterová | Kolumbie    | 7    | 10:19,72 |
| 6.               | Zul Altan-Ochir                  | Mongolsko   | 6    | 10:24,87 |

### Týmový sprint
Závodu se zúčastnily 3 týmy.
| Pořadí           | Tým                                                        | Čas     |
| ---------------- | ---------------------------------------------------------- | ------- |
| Zlatá medaile    | USA McKenzie Browneová, Chrysta Randsová, Sarah Warrenová  | 1:30,46 |
| Stříbrná medaile | Jižní Korea Pak Čche-un, I Na-hjon, Kim Min-či             | 1:32,12 |
| Bronzová medaile | Kanada Carolina Hillerová, Lindsey Kentová, Kali Christová | 1:46,26 |

### Stíhací závod družstev
Závodu se zúčastnily 3 týmy.
| Pořadí           | Tým                                                        | Čas     |
| ---------------- | ---------------------------------------------------------- | ------- |
| Zlatá medaile    | USA Giorgia Birkelandová, Jamie Juraková, Dessie Weigelová | 3:08,18 |
| Stříbrná medaile | Kanada Kali Christová, Laura Hallová, Lindsey Kentová      | 3:08,69 |
| Bronzová medaile | Jižní Korea Kim Min-so, Pak Čche-won, Pak Čche-un          | 3:30,61 |

## Medailové pořadí zemí
| Pořadí | Země        | Zlato | Stříbro | Bronz | Celkem |
| ------ | ----------- | ----- | ------- | ----- | ------ |
| 1.     | USA         | 5     | 3       | 3     | 11     |
| 2.     | Kanada      | 3     | 5       | 2     | 10     |
| 3.     | Kazachstán  | 3     | 2       | 2     | 7      |
| 4.     | Jižní Korea | 2     | 3       | 4     | 9      |
| 5.     | Tchaj-wan   | 1     | 1       | 1     | 3      |
| 6.     | Argentina   | 0     | 0       | 1     | 1      |
| –      | neuděleno   | 0     | 0       | 1     | 1      |